# Nizas, Hérault
Nizas är en kommun i departementet Hérault i regionen Occitanien i södra Frankrike. Kommunen ligger i kantonen Montagnac som tillhör arrondissementet Béziers. År 2022 hade Nizas 661 invånare.

## Befolkningsutveckling
Antalet invånare i kommunen Nizas
Referens:INSEE